# نویهوتن (راینلاند-فالتس)
نویهوتن (به آلمانی: Neuhütten) یک شهر در آلمان است که در تریر-زاربورگ واقع شده‌است. نویهوتن ۸۰۸ نفر جمعیت دارد.